# Cessna Citation Mustang
Die Citation Mustang (auch Cessna 510) ist ein als leichter Jet (Very Light Jet) ausgelegtes Geschäftsreiseflugzeug des US-amerikanischen Herstellers Cessna, das von 2005 bis 2017 gebaut wurde.

## Entwicklung
Die mit zwei Strahltriebwerken ausgestattete Mustang ist der kleinste Jet der Flugzeugfamilie Citation. Serienmäßig ist der VLJ mit vier Sitzen in Club-Anordnung ausgestattet; ein fünfter Passagier findet im Cockpit anstelle des zweiten Piloten Platz. Sie ist mit einem Glascockpit, Autopilot und Wetterradar von Garmin ausgerüstet. Der Jet darf auch von nur einem Piloten geflogen werden, das maximale Abfluggewicht liegt unter 4.540 kg.

## Geschichte
Die Cessna Citation Mustang absolvierte ihren Erstflug am 23. April 2005. Die Zulassung erfolgte am 8. September 2006. Bereits zwei Monate später, am 23. November 2006, wurde das erste Exemplar ausgeliefert. Im Februar 2010 verließ das 300. Flugzeug das Werk. Die höchste Anzahl (125 Stück) wurde 2009 ausgeliefert. In den vier Jahren von 2013 bis 2016 wurden insgesamt nur noch 26 Mustangs an Kunden übergeben, was zur Entscheidung führte, die Produktion einzustellen. Die letzte Maschine wurde am 11. Mai 2017 fertiggestellt.
Turkish Airlines bildet ihre Piloten unter anderem auf zwei Citation Mustang aus.

## Technische Daten

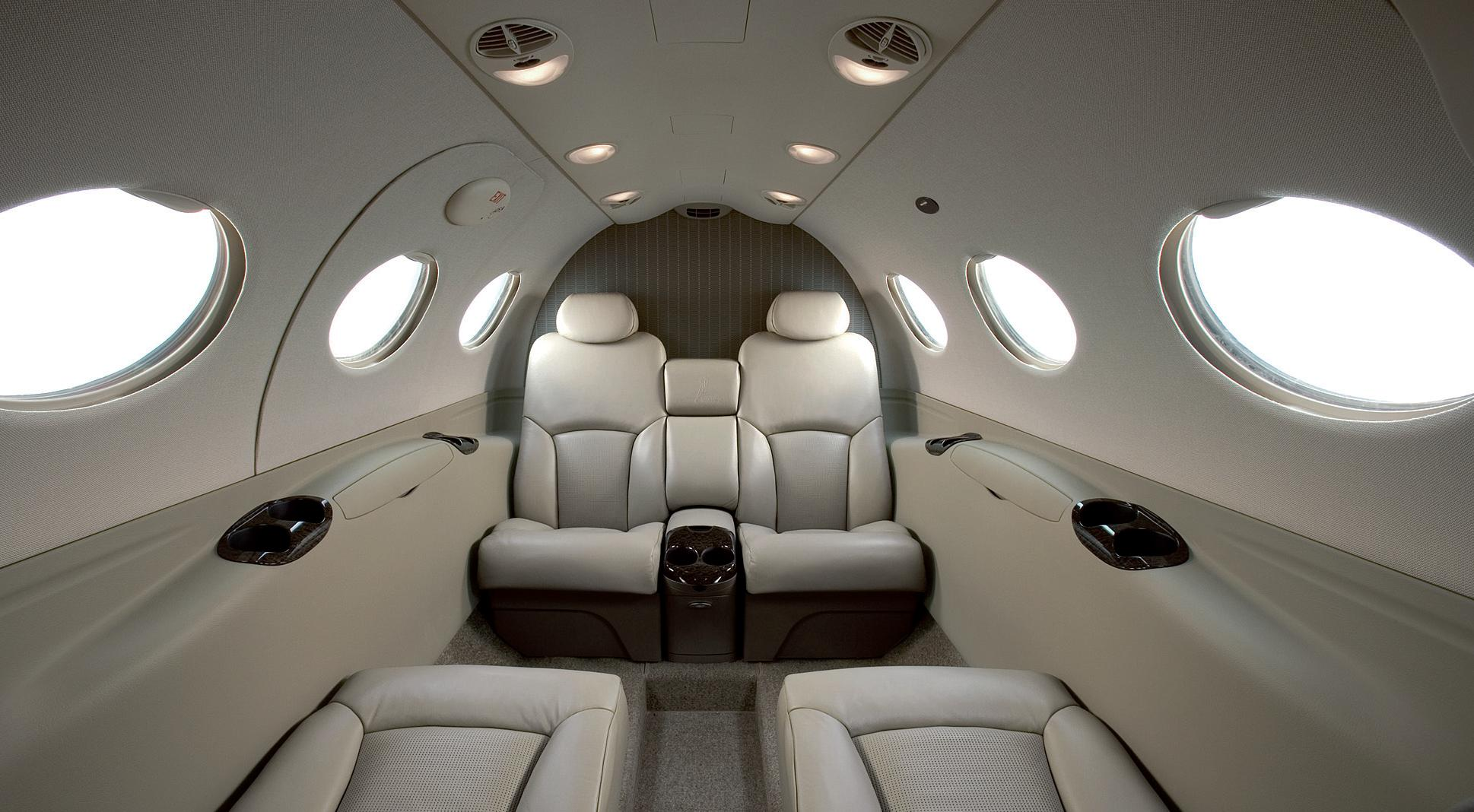
Innenraum einer Citation Mustang

Modell 510
| Allgemeine Angaben        |                                         |
| ------------------------- | --------------------------------------- |
| Besatzung                 | 1–2                                     |
| Passagiere                | 4–5                                     |
| Landepiste                | 725 m                                   |
| Startstrecke              | 948 m                                   |
| Kaufpreis                 | 2,766 bis max. 3,145 Mio. US-Dollar.    |
| Betriebskosten            | 725 US-$ pro Stunde                     |
| Triebwerke                | 2 × Pratt & Whitney PW615F-A            |
| Abmessungen               |                                         |
| Länge                     | 12,37 m                                 |
| Spannweite                | 13,16 m                                 |
| Höhe                      | 4,09 m                                  |
| Kabinenlänge              | 2,97 m                                  |
| Kabinenhöhe               | 1,37 m                                  |
| Kabinenbreite             | 1,4 m                                   |
| Gepäckraumvolumen         | 1,8 m³                                  |
| Massenangaben             |                                         |
| Leermasse                 | 2433 kg (ohne Pilot)                    |
| Max. Nutzlast             | 544 kg (bei Betrieb mit 1 Pilot, 91 kg) |
| Max. Startmasse           | 3921 kg                                 |
| Max. Landemasse           | 3629 kg                                 |
| Leistungen                |                                         |
| Max. Reisegeschwindigkeit | 630 km/h                                |
| Max. Reichweite           | 2130 km                                 |
| Dienstgipfelhöhe          | 41.000 ft (12.497 m)                    |
| Schub                     | 2 × 6,49 kN (1460 lbs)                  |

## Zwischenfälle
Am 14. Dezember 2017 stürzte eine in Österreich registrierte Citation Mustang beim Anflug auf den Flughafen Friedrichshafen bei Waldburg (Kreis Ravensburg) ab. Die Maschine war in Frankfurt-Egelsbach gestartet und hatte drei Insassen an Bord, von denen keiner den Unfall überlebte. Das Flugzeug gehörte dem Bregenzer Flugdienst „Skytaxi“. Unter den Toten waren der Pilot und Geschäftsführer des Unternehmens sowie der deutsche Architekt und Unternehmer Josef Wund (siehe auch Skytaxi-Luftfahrt-Flug 228B).